# UD Oliveirense
União Desportiva Oliveirense is een Portugese voetbalclub uit Oliveira de Azeméis. De club werd opgericht in 1922. De thuiswedstrijden worden in het Estádio Carlos Osório gespeeld, dat plaats biedt aan 1.750 toeschouwers. De clubkleuren zijn rood-wit.